# Снег

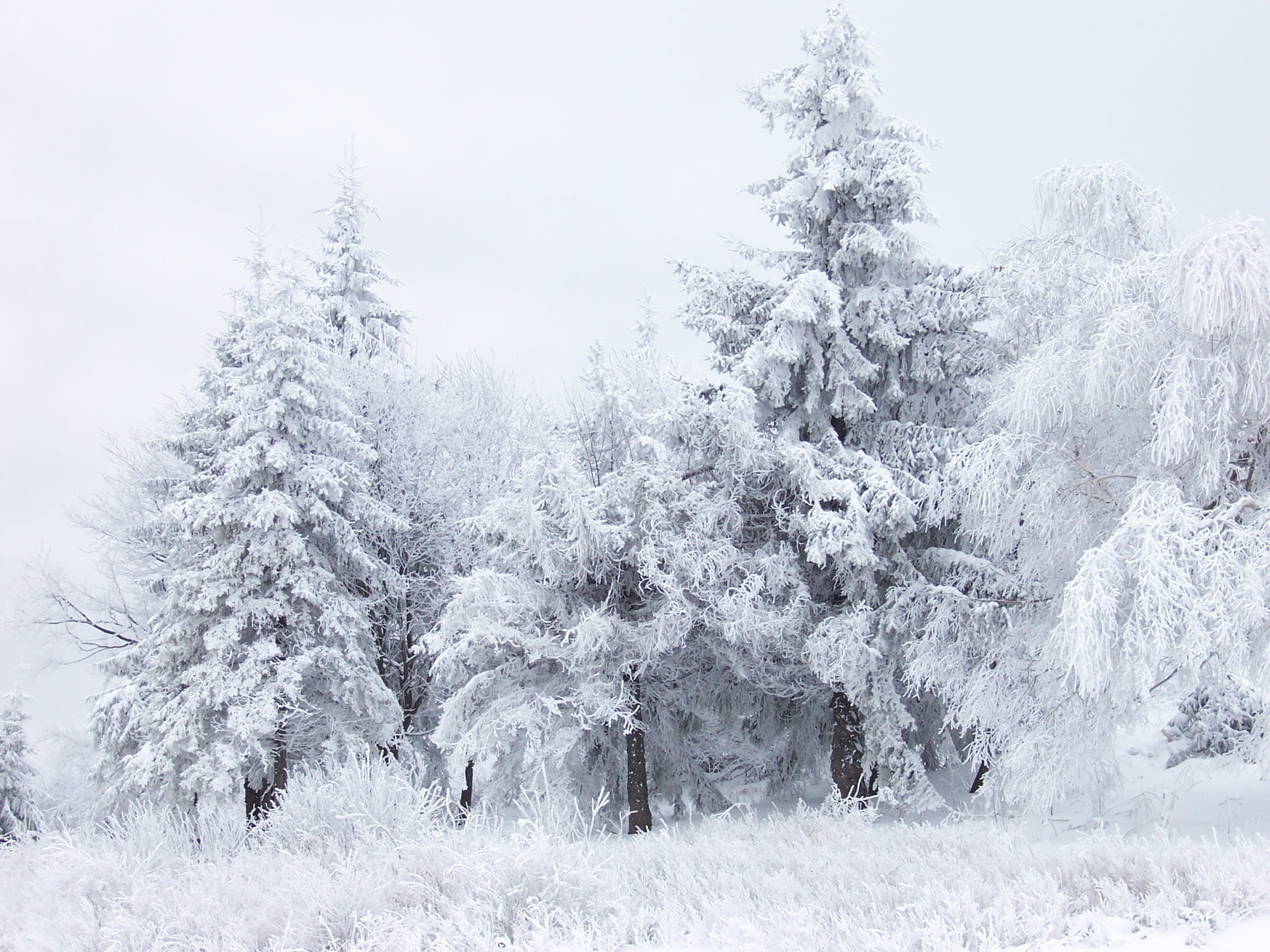
Заснеженный лес на Шипкинском перевале, Болгария.

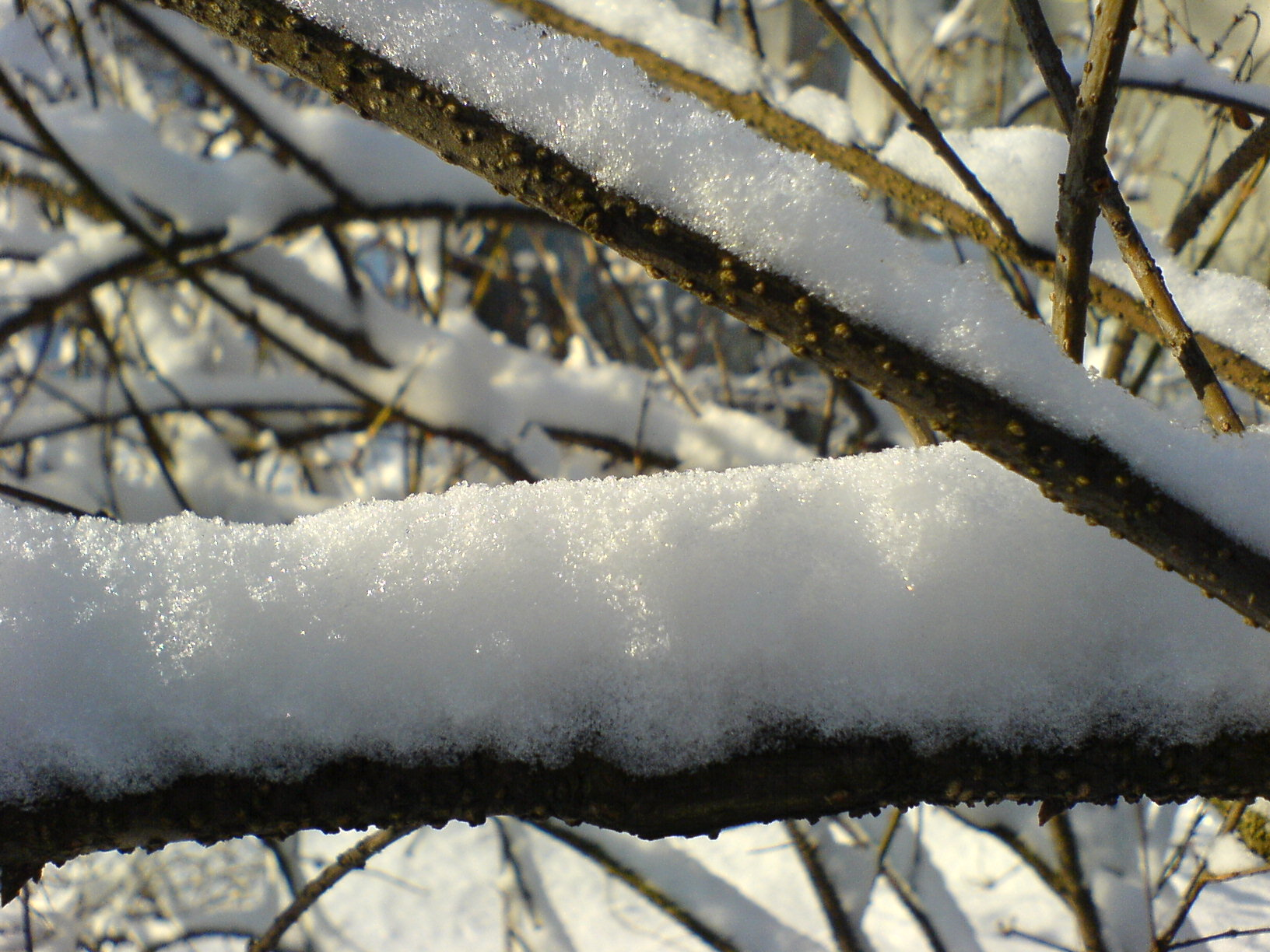
Свежий снег на тонкой ветке в Польше

Снег — форма атмосферных осадков, состоящая из мелких кристаллов льда. Относится к обложным осадкам, выпадающим на земную поверхность.
«Снег» — древнее русское слово, встречается ещё в Остромировом Евангелии (1057 год).

## Образование кристаллов

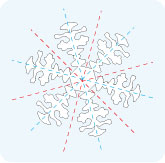
Симметрия снежинки.

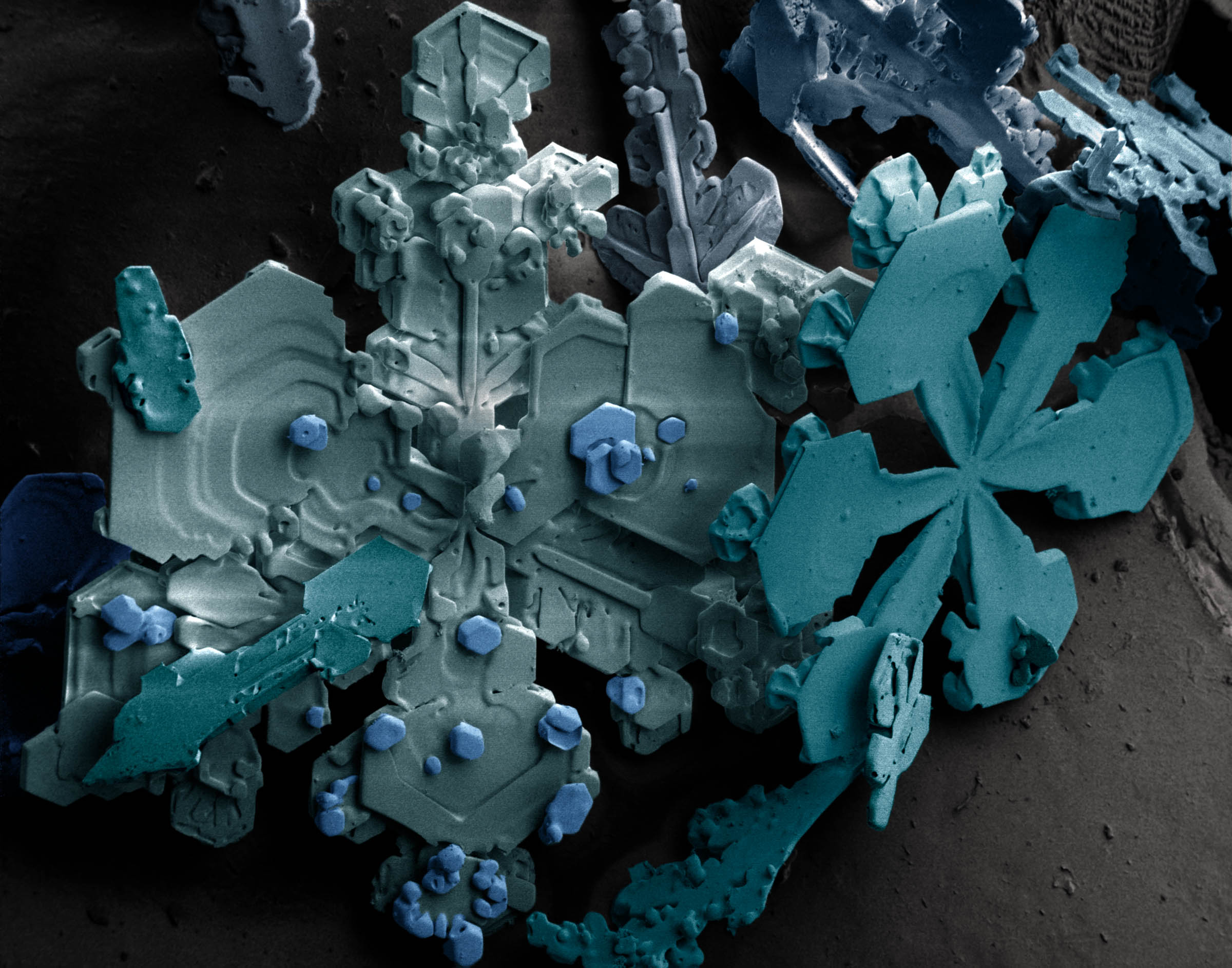
Снежинки, увеличенные при помощи сканирующего электронного микроскопа

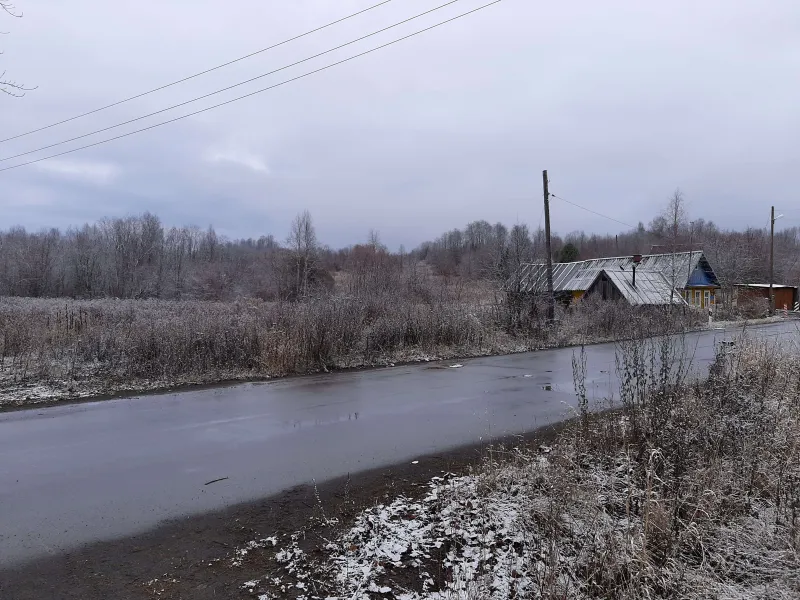
Поздняя осень в Карелии — уже выпал снег

Снег образуется, когда микроскопические капли воды в облаках притягиваются к пылевым частицам и замерзают. Появляющиеся при этом кристаллы льда, не превышающие поначалу 0,1 мм в диаметре, падают вниз и растут в результате конденсации на них влаги из воздуха. При этом образуются шестиконечные кристаллические формы. Из-за структуры молекул воды между лучами кристалла возможны углы лишь в 60° и 120°. Основной кристалл воды имеет в плоскости форму правильного шестиугольника. На вершинах такого шестиугольника затем осаждаются новые кристаллы, на них — новые, и так получаются разнообразные формы звёздочек-снежинок.
При высокой термике кристаллы неоднократно вертикально передвигаются в атмосфере, частично тая и кристаллизуясь заново. Из-за этого нарушается регулярность кристаллов и образуются смешанные формы. Кристаллизация всех шести лучей происходит в одно и то же время, в почти идентичных условиях, и поэтому особенности формы лучей снежинки получаются столь же идентичны.

## Снежинки

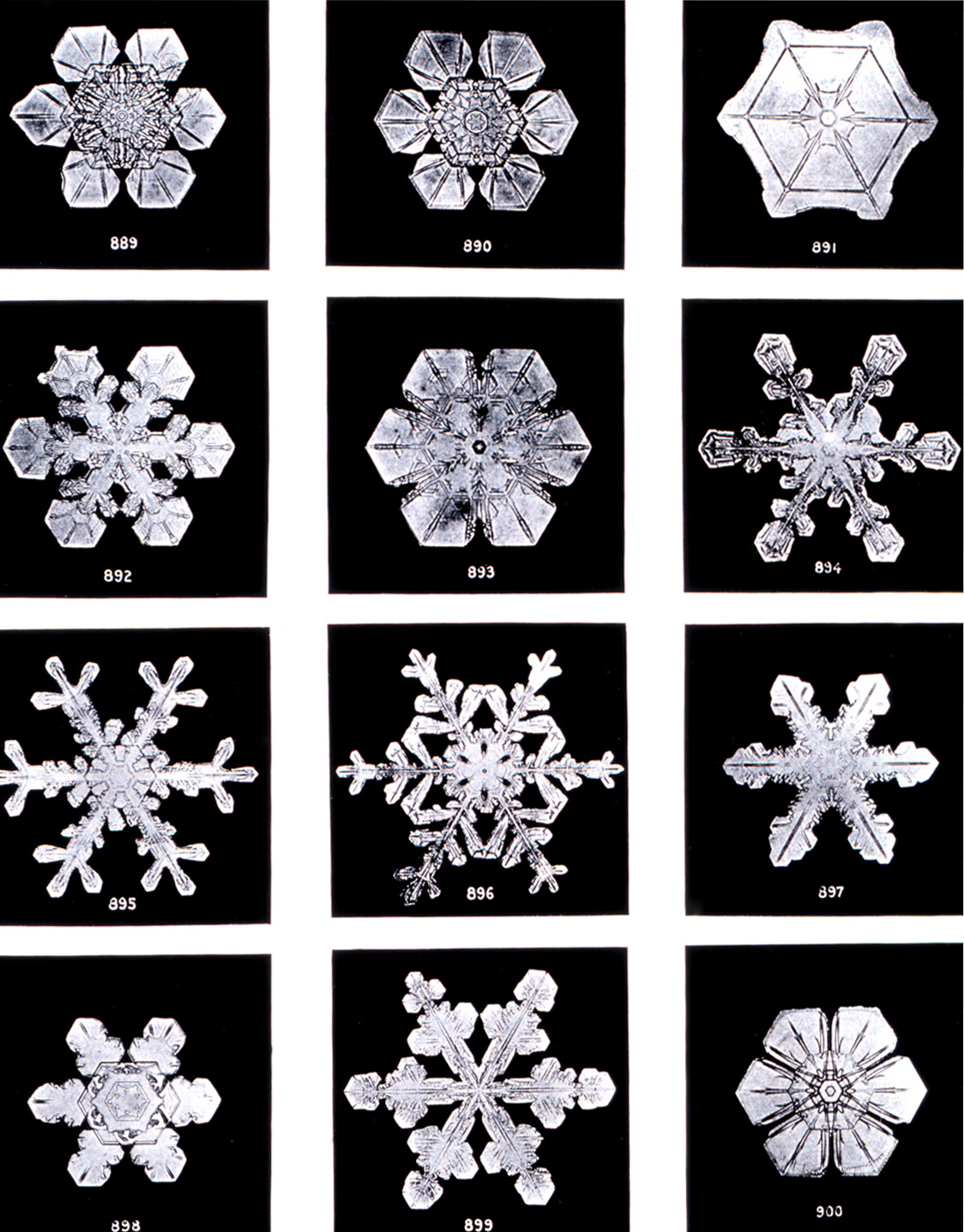
Снежинки

Белый цвет снега возникает благодаря заключённому в снежинке воздуху. Свет всевозможных длин волн отражается на граничных поверхностях между кристаллами льда и воздухом и рассеивается, однако в зависимости от химического состава снег может приобретать различные цвета.
Снежинки состоят на 95 % из воздуха, что обуславливает их низкую плотность (100—400 кг/м³) и сравнительно медленную скорость падения (0,9 км/ч).
Самые крупные снежинки наблюдались 28 января 1887 года во время снегопада в Форт-Кьоу, штат Монтана, США; одна из них имела размеры в 15×8 дюймов (около 38×20 см). В Братске в 1971 году зафиксированы снежинки размером 20×30 см. Обычно же снежинки имеют около 5 мм в диаметре при массе около 0,004 г.

### Разнообразие снежинок
Существует такое многообразие снежинок, что обычно считается, что не бывает двух одинаковых. Например, Кеннет Либбрехт — автор самой большой и разнообразной коллекции снежинок — говорит: «Все снежинки разные, и их размещение по группам (классификация) — это во многом вопрос личных предпочтений». Простые снежинки — например, призмы, образующиеся при низкой влажности — могут выглядеть одинаково, хотя на молекулярном уровне они отличаются. Сложные звёздчатые снежинки обладают уникальной, отличимой на глаз геометрической формой, и вариантов таких форм, по мнению физика Джона Нельсона из Университета Рицумэйкан в Киото, больше, чем атомов в наблюдаемой Вселенной.

## Снег как погодное явление
Снегопад и снежный покров являются одними из непременных атрибутов зимы в полярных и умеренных широтах.

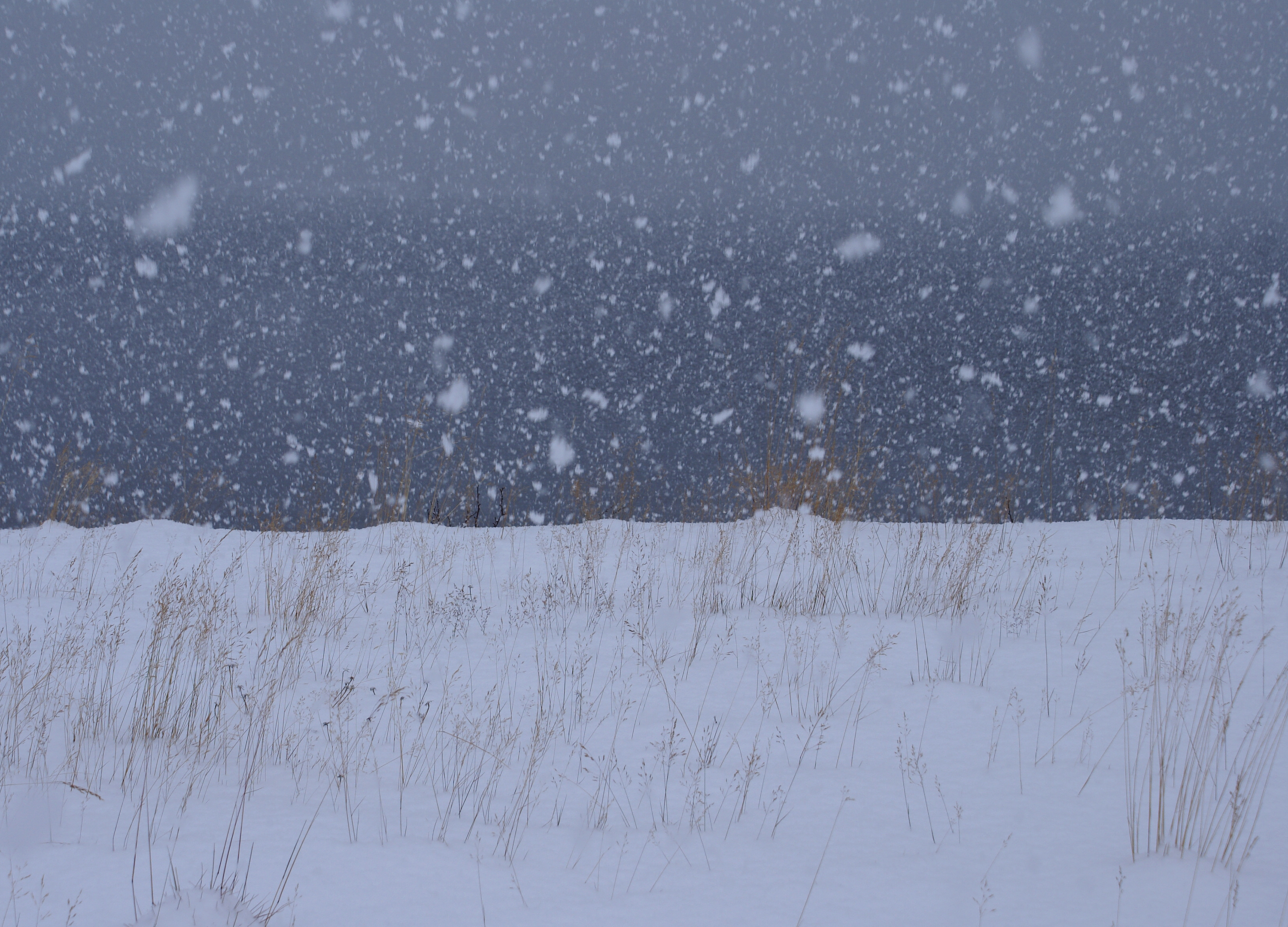
Снегопад (Норвегия, октябрь)

Снежинки падают на землю из слоисто-дождевых облаков после того, как капельки воды прилипают к находящимся в них конденсационным зёрнам, мельчайшим частицам пыли. Если температура в верхних слоях атмосферы составляет от −10°С до −15°С, то осадки выпадают смешанного типа (дождь со снегом или мокрый снег), а если она ниже −15°С — то осадки будут состоять лишь из ледяных кристалликов (снег).

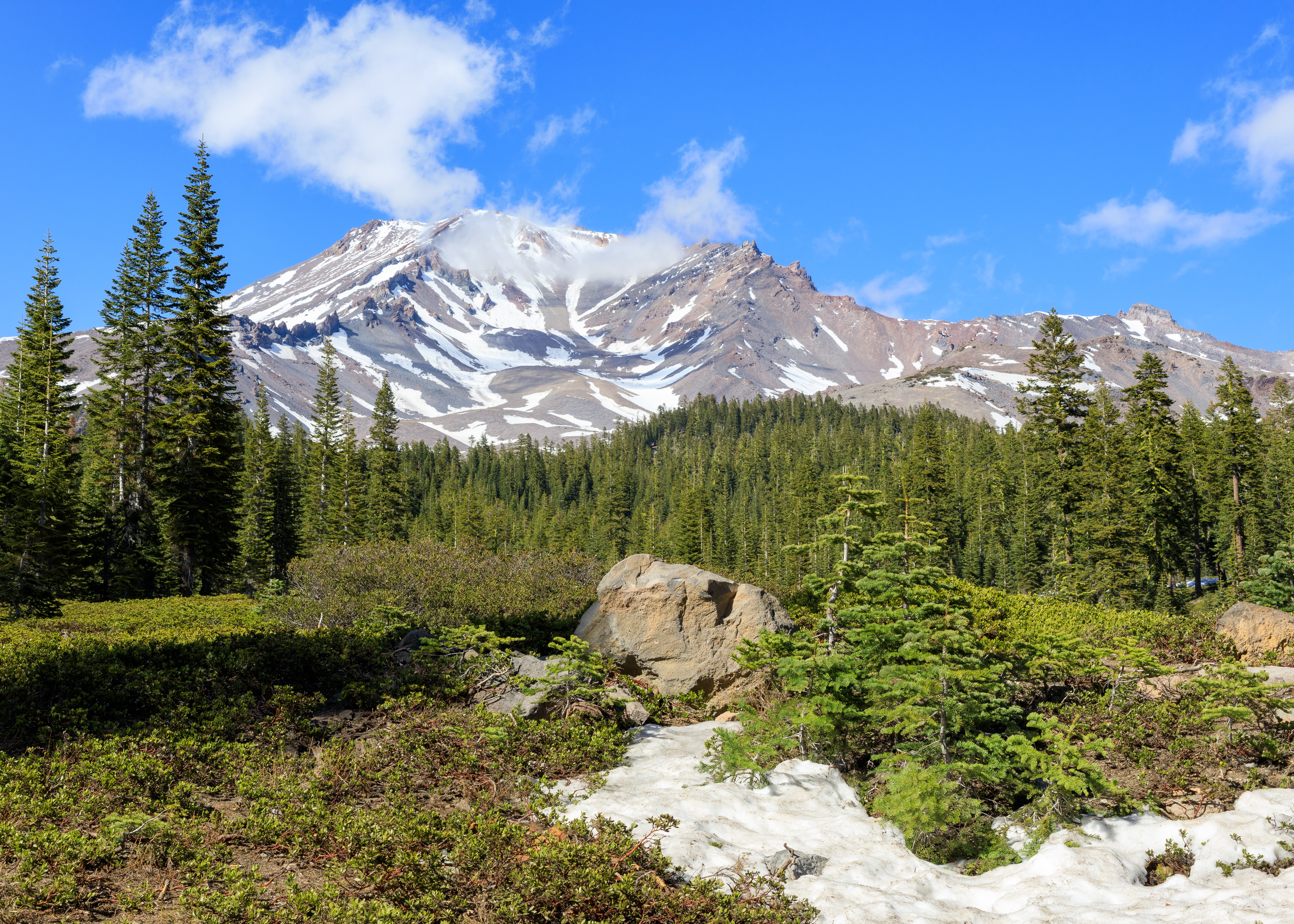
Снег в мае на горе Шаста (Калифорния)

Несмотря на то, что возможны низкие зимние температуры и при отсутствии снега, одно из основных условий климатической зимы — наличие устойчивого (постоянного) снежного покрова, который лежит в течение всей зимы непрерывно или с небольшими перерывами.

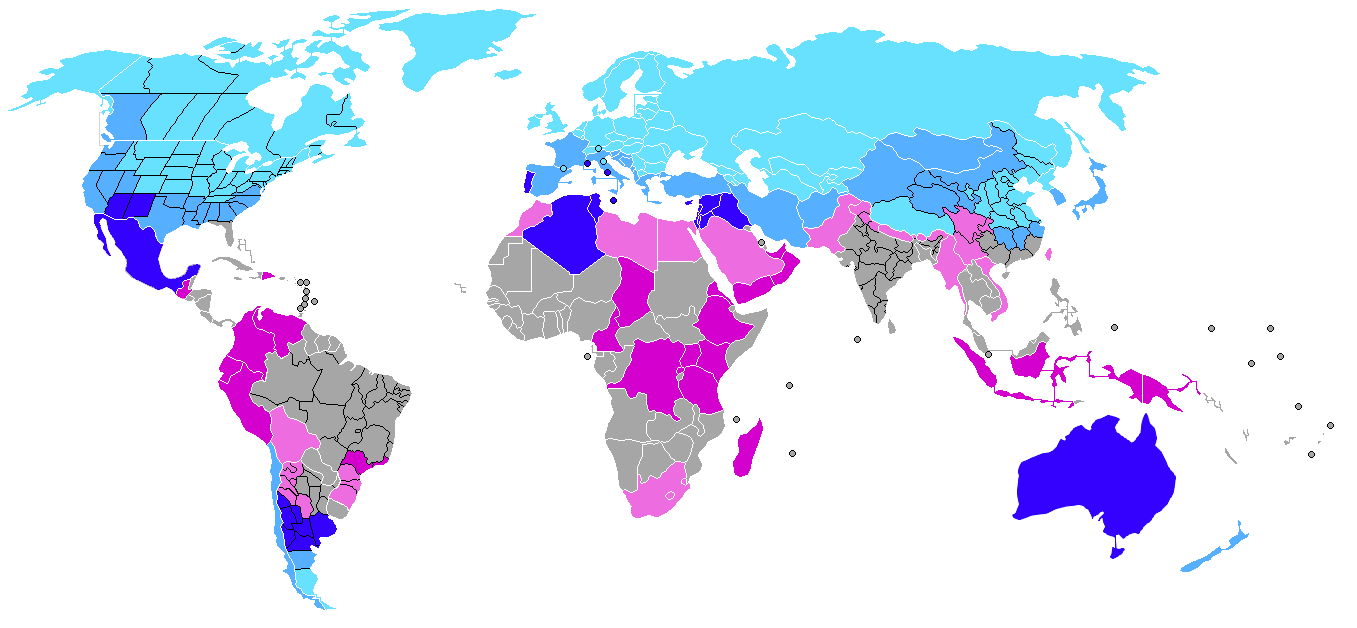
Интенсивность снегопада по странам (белые линии — границы государств, чёрные — штатов/провинций):
Снег во всех регионах
Снег на землях ниже 500 метров над уровнем моря, но не во всех районах (особенно в прибрежных или пустынных районах)
Вероятность снега на землях ниже 500 метров над уровнем моря, но редко
Снег только на территориях выше 500 метров над уровнем моря
Снег только на территориях выше 2000 метров над уровнем моря
нет снега

В высоких полярных широтах и в высоких горах снежный покров сохраняется круглый год в связи с устойчивыми низкими температурами в этих местах. В горах снежный покров является постоянным выше так называемой снеговой линии, высота которой зависит от широты местности. Установление снежного покрова осенью и начало разрушения весной происходит при переходе среднесуточной температуры воздуха через −5°С. Максимальную площадь на Земле снежный покров занимает в феврале — около 99 млн км2 (19,2 %), минимальную — в августе — около 47 млн км2 (9,2 %). В северном полушарии Земли площадь снежного покрова в течение года варьирует в 7,2 раза, а в южном полушарии — менее чем вдвое. Масса всего снежного покрова Земли в августе составляет 7,4 млрд т, а к концу зимы, перед началом весны, его масса увеличивается в два раза. При этом с 1980 по 2018 год средняя масса сезонного снежного покрова в Северном полушарии снизилась примерно на 1,5 % (влияние глобального потепления).
В экваториальном и субэкваториальном климатических поясах такое погодное явление, как снег, отсутствует вообще. В тропическом поясе снег крайне редко (раз в несколько десятилетий) может выпасть на границе с субтропическим поясом. В субтропиках на границе с умеренным поясом снег зимой — регулярное явление.

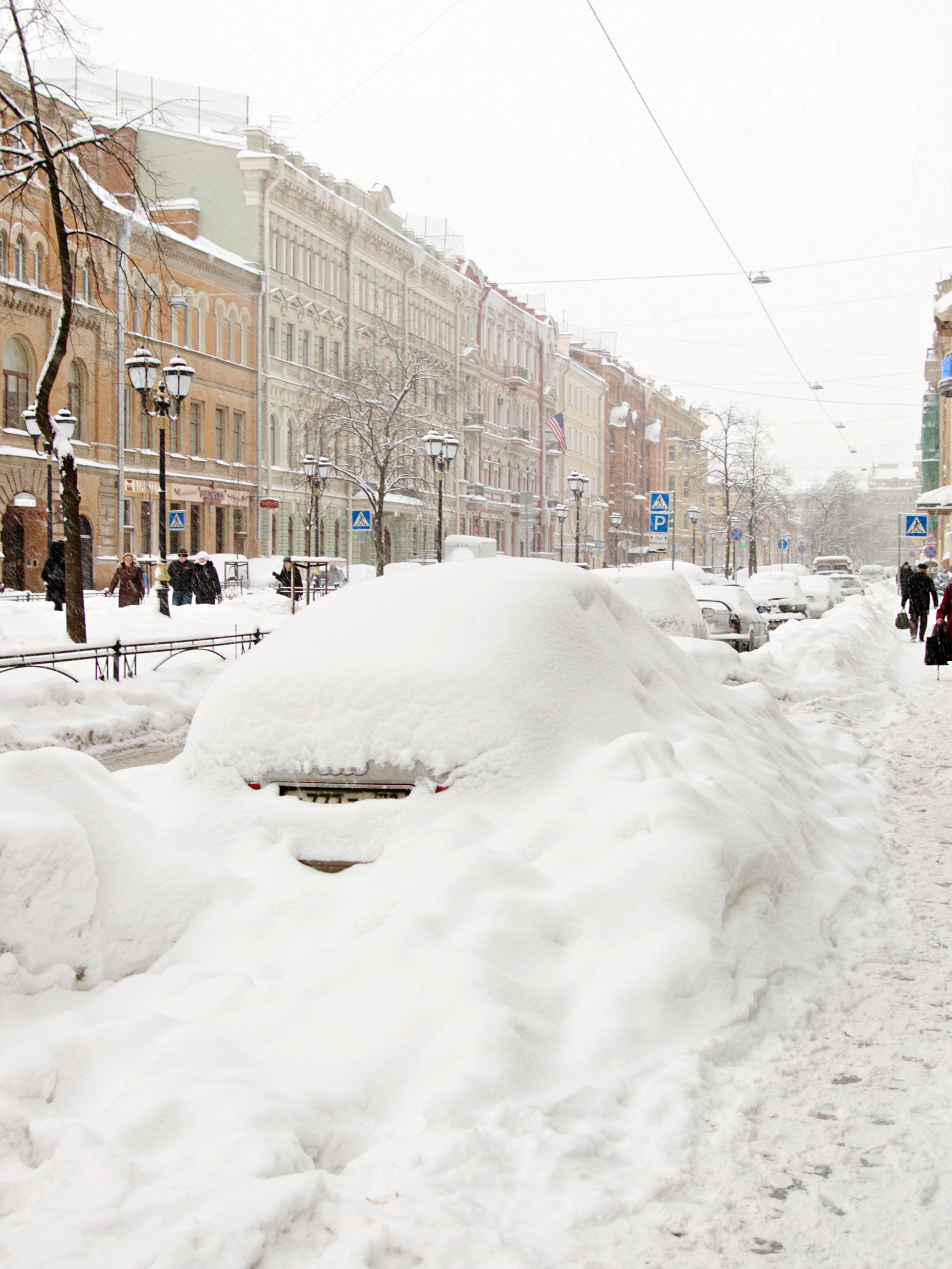
Фурштатская улица в Санкт-Петербурге после снегопада, декабрь 2009 года

В России постоянный снежный покров устанавливается почти на всей территории страны, за исключением Краснодарского края, Республики Крым и равнины северо-кавказских республик. Сроки его установки варьируют от года к году и от сроков наступления климатической зимы. В северо-восточных районах (Республика Коми, Красноярский край, Чукотка, Якутия), где климат наиболее суров, снег ложится уже в конце сентября и держится местами до начала июня.
Снег характеризуется разнообразными параметрами: толщиной покрова, количеством в нём воды, рассыпчатостью и т. д.

## Типы снега

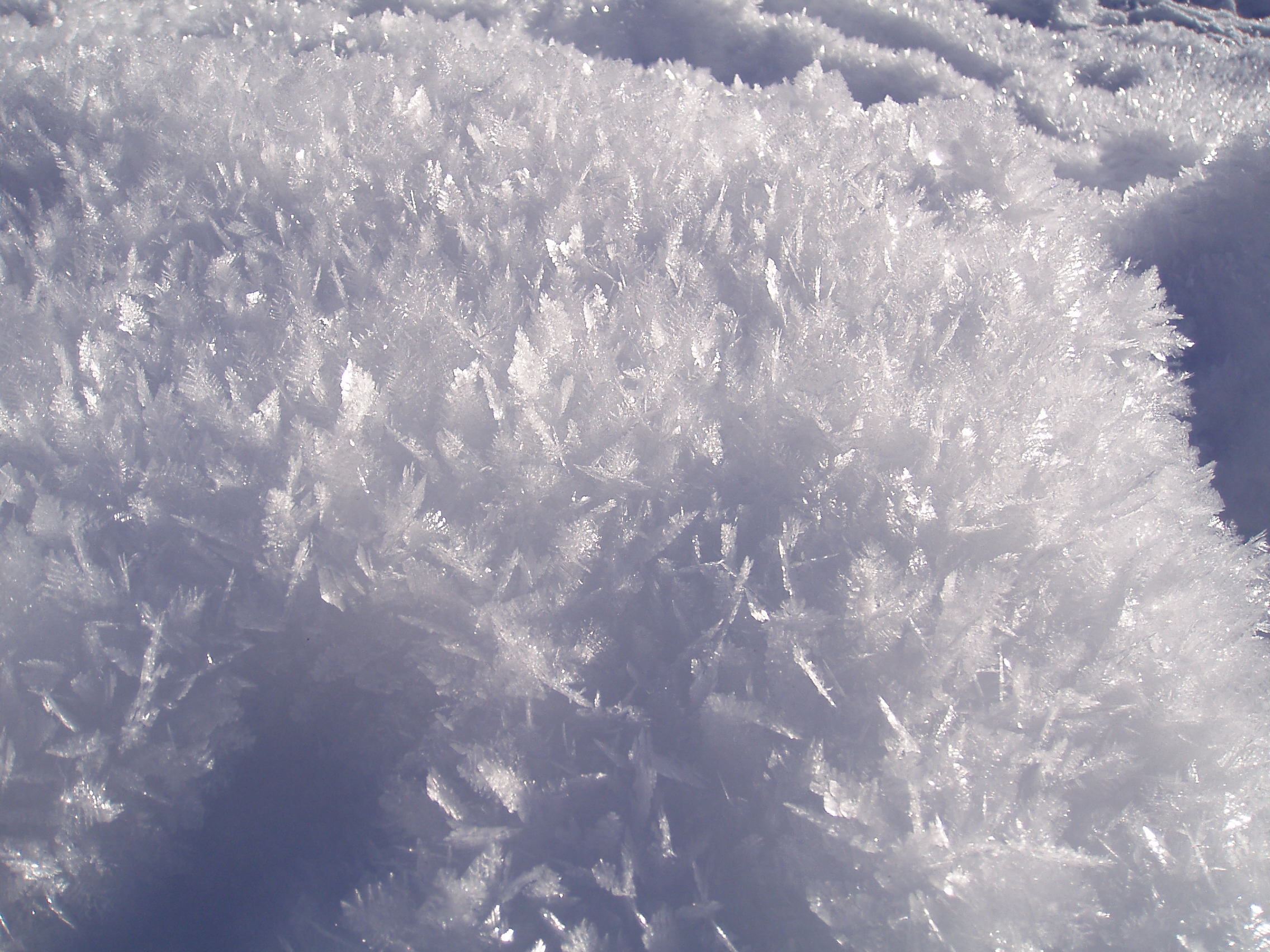
Иней, который растёт на поверхности снега в связи с водяным паром, поднимающимся на холод в ясные ночи

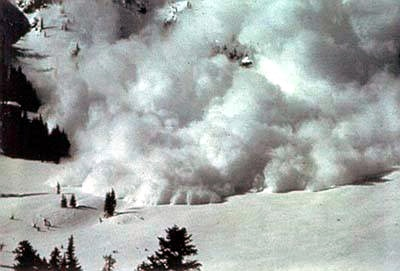
Снежная лавина

Типы снега можно обозначить через форму хлопьев, скорость накопления, толщину покрова, количество в нём воды, рассыпчатость и способы скопления его на земле. Виды снежных осадков, которые, из-за циклов таяния и замораживания, падают в виде шариков, а не хлопьев, известны как крупа.
После того как снег оказывается на земле, он может быть классифицирован как порошкообразный, когда он ещё пушистый, гранулированный, когда он прошёл цикл плавления и замораживания, и, в конце концов, — как превращённый в плотный лёд после уплотнения и дрейфа вниз в многократных циклах таяния и замораживания. Лыжники и сноубордисты разделяют выпавший снег на «целяк», «круд», «наст», «снежную кашу» и «лёд». Когда снег порошкообразный, то он под воздействием ветра может создавать снежные заносы вдали от места первоначального выпадения, формируя высокие сугробы или снежные ямы глубиной в несколько метров.
Снегозащитные заграждения созданы, чтобы управлять снегом, дрейфующим около дорог, повышая безопасность дорожного движения.
Снег, выпавший на горных склонах, может превратиться в снежную плиту, которая может скатиться по крутому склону в виде лавины. Замороженный эквивалент росы, известный как иней, образует формы снежного покрова на охлаждённых предметах, когда ветры слабые.
Интенсивность снегопада определяется по видимости. Когда видимость составляет более 1 км, снег считается лёгким. Как «умеренный снег» описывается снегопад, ограничивающий видимость расстоянием в 0,5—1 км. Сильным снегопад называют, когда видимость составляет менее 0,5 км. Устойчивый снег значительной интенсивности часто называют «метелью» (снежный шторм).
Осадки в виде снега или мокрого снега, выпадающие из кучево-дождевых облаков (Cb), большой интенсивности, но мало продолжительные, описываются как «ливневый снег».

## История исследований

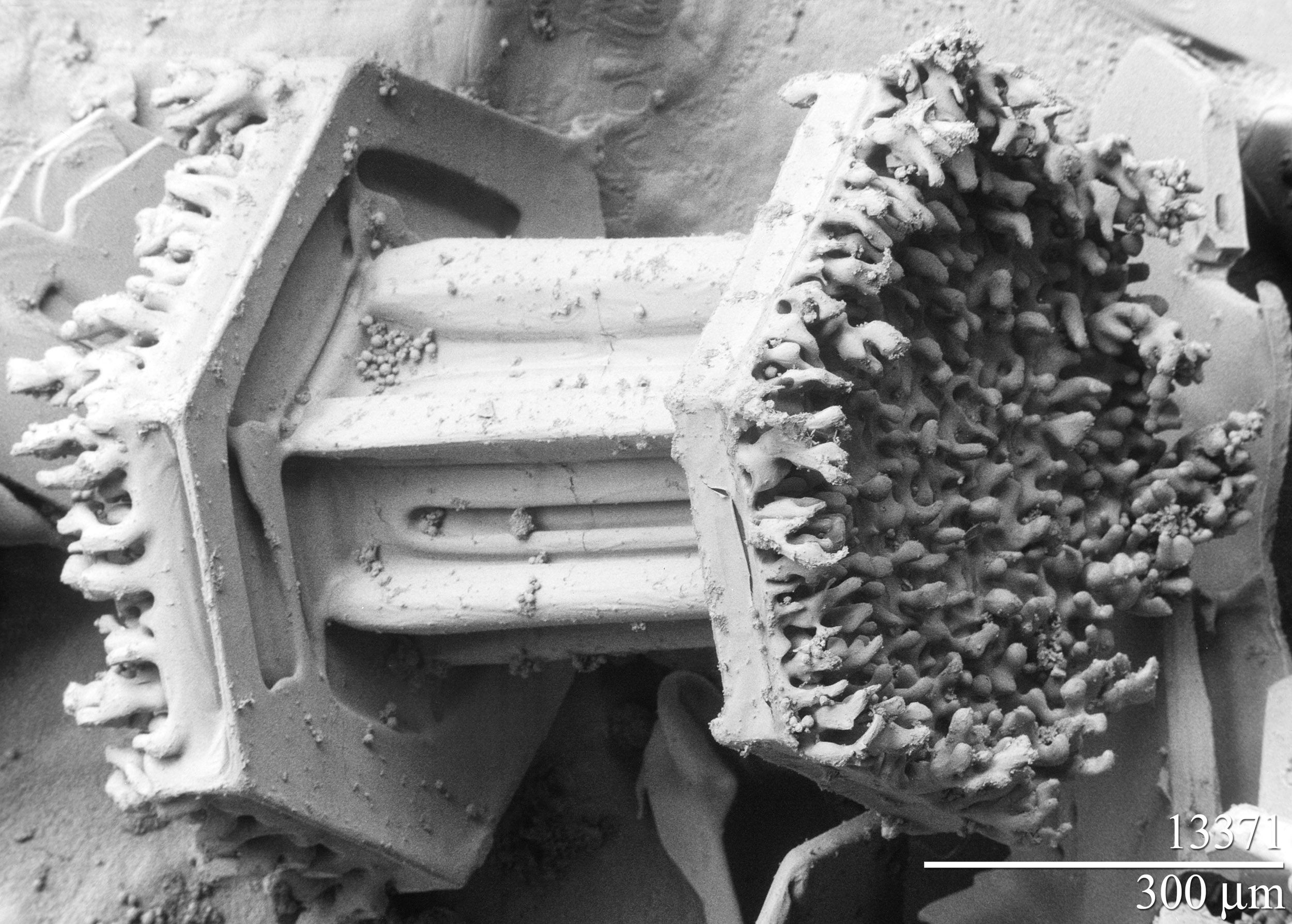
Кристаллы льда диаметром около 10 мкм на торцах шестиугольной снежинки

Астроном Иоганн Кеплер в 1611 году издал научный трактат «О шестиугольных снежинках», в котором подверг чудеса природы рассмотрению со стороны жёсткой геометрии.
Миниатюра «О шестиугольных снежинках» — это раритет науки, документ теоретической кристаллографии и гордость её истории. «Изобилие глубочайших идей, широта подхода при рассмотрении причин образования снежинок, замечательные геометрические обобщения, смелость и остроумие высказанных гипотез поражают и сейчас» — авторитетное мнение историка кристаллографии И. И. Шафрановского.
В 1635 году формой снежинок заинтересовался французский философ, математик и естествоиспытатель Рене Декарт, написавший этюд, включённый им впоследствии в «Опыт о метеорах», или просто «Метеоры».
В 1885 году, после множества проб и ошибок, американский фермер Уилсон Бентли по прозвищу «Снежинка» получил первую удачную фотографию снежинки под микроскопом. Он занимался этим сорок шесть лет, сделав более 5 000 уникальных снимков. На основе его работ было доказано, что не существует двух абсолютно одинаковых снежинок (что впоследствии существенно дополнило теорию кристалла).
В 1889 году в Санкт-Петербурге действительным членом Русского Географического Общества бароном Николаем Васильевичем Каульбарсом впервые были обнаружены снежинки довольно необычной формы.
Из заметки барона Н. В. Каульбарса:
Утром 28 февраля, совершая свою обычную прогулку в Юсуповом саду в С.-Петербурге, я был поражён необыкновенным наружным видом снежинок, падавших на моё пальто.

Снежинка необычной формы

Они состояли по большей части из небольших столбиков, в два миллиметра длины, фиг. 2, на обоих концах которых и в плоскости, перпендикулярной к их оси, прикреплены были диски, диаметром около 1 миллиметра. Такой оригинальной формы снежинок мне ранее не доводилось видеть, а потому, вооружившись лупою, я стал ближе рассматривать все подробности их строения, которое и старался выразить на фиг. 1. Столбик а из белого непрозрачного льда казался мне цилиндрическим без внутренней пустоты. Все столбики были одинаковых размеров, около 2 миллиметров длины и около 1⁄4 миллиметра ширины. Быть может и даже вероятно, что столбики эти были шестигранные призмы; но на рисунке я не решился этого сделать, так как, при внимательном наблюдении в лупу нескольких десятков снежинок, столбики казались мне цилиндрическими.
То же самое скажу и о двух прозрачных ледяных дисках, прикреплённых к обоим концам столбика. Они также для глаза и в лупу казались совершенно правильными кружками б б, хотя основанием их формы, вероятно, был шестигранник, на что указывает число спиц, расположенных радиально внутри кружков и колебавшееся почти всегда между числами 6 или 12. Только в одном случае насчитал я таких спиц 24. Внутри кружка виднелось круглое основание столбика, образ которого представлял небольшую непрозрачную точку, окружённую весьма тонкой радиальной шрафировкой, упиравшейся как будто в край столбика. Число этих миниатюрных лучей невозможно было сосчитать, но, по-видимому, оно соответствовало числу спиц кружка. Эти последние мне казались трёхгранными, удлинёнными пирамидами (фиг. 3) из совершенно прозрачного льду, упиравшимися основанием на край обреза столбика, а вершиной в край диска. Пространство между этими пирамидами было выполнено весьма нежными перистыми образованиями формы, изображённой на фиг. 4.
Особенно поразило меня в этих снежинках оригинальное образование на наружном крае дисков, украшенных рядом игл, вертикально стоявших на самом наружном крае диска. Число этих игл, которые казались мне также трёхгранными пирамидами, всегда строго соответствовало числу спиц диска, и притом на каждую спицу приходилось по 4 иглы с.
У разных авторов я нашёл рисунок этого весьма редкого вида снежинок, но везде только в самых общих чертах, без подробностей. Ни на одном, например, не показаны спицы внутри дисков и иглы, расположенные на их наружном крае.
Вместе с описываемыми снежинками падали и снежинки обыкновенной шестигранной формы, но в весьма ограниченном числе.

Погода была пасмурная, при слабом S. W. и −5° Реомюра.
В 1951 году Международная комиссия по снегу и льду приняла довольно простую и получившую широкое распространение классификацию твёрдых осадков. Согласно этой системе, существует семь основных видов кристаллов: пластинки, звёздчатые кристаллы, столбцы (или колонны), иглы, пространственные дендриты, столбцы с наконечником и неправильные формы. К ним добавились ещё три вида обледеневших осадков: мелкая снежная крупка, ледяная крупка и град.
В 2001 году свои исследования в области снега начал профессор физики, астроном Кеннет Либбрехт (Kenneth Libbrecht) из Калифорнийского технологического института. В лаборатории профессора Либбрехта снежинки выращиваются искусственно.
В настоящее время снег изучает раздел гляциологии — снеговедение.

## Влияние снега на жизнь людей

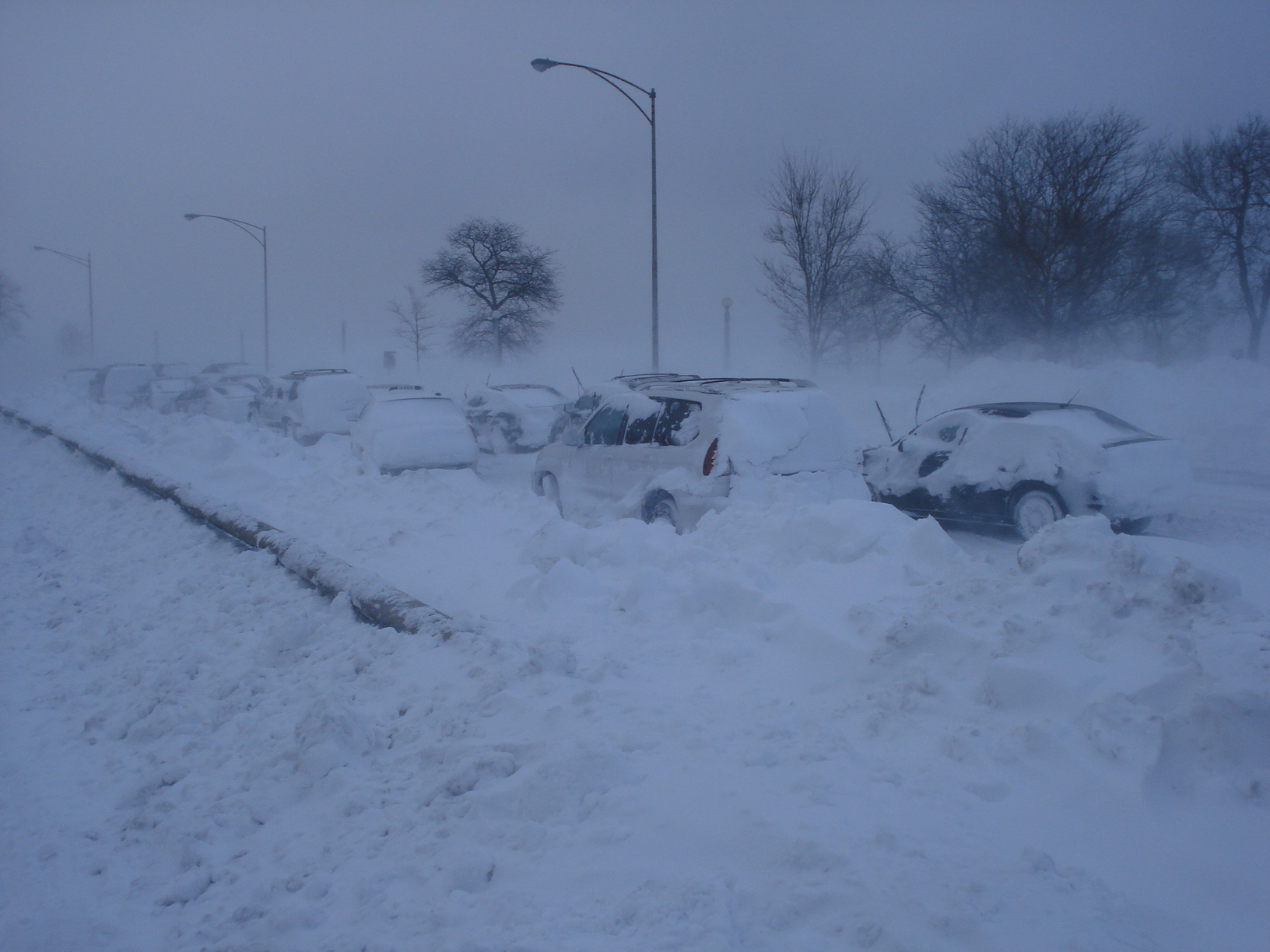
Автомобили, застрявшие из-за снегопада в феврале 2011 года на дороге в Чикаго.

Снег предохраняет посевы от вымерзания, но при чрезмерно большой мощности снежного покрова возможно выпревание озимых культур.
Нагрузку снега на крыши зданий учитывают при их проектировании.
На снегоуборочные работы в городах и на дорогах за пределами населенных пунктов расходуются большие средства. При этом сильный снегопад и гололёдные явления могут создать ситуацию транспортного коллапса. В процессе зимней уборки магистралей города требуется вывоз сотен тысяч кубических метров загрязнённого снега и их утилизация.
Загрязнённость снежного покрова отражает степень воздействия человека на окружающую среду. Источниками загрязнения снега в городах являются выбросы автомобильного транспорта, промышленности, противогололедные средства. Нежелательно накопление на газонах сугробов из убранного с дорог снега, поскольку он загрязнён хлоридами, используемыми в качестве противогололедных реагентов, которые пагубно действуют на зелёные насаждения.

## Снег в строительстве
Снег относительно высокой плотности используется в строительстве иглу.
Снег, особенно свежевыпавший, — неплохой теплоизолятор. У свежевыпавшего снега с плотностью 0,12… 0,20 г/см3 Коэффициент теплопроводности Ктп = 0,1—0,15 Вт/м·К (на уровне хороших утеплителей). Однако по мере слёживания до плотности 0,40... 0,56 г/см3 коэффициент теплопроводности вырастает до 0,5 и даже до 0,6–0,7 Вт/м·К. Теплоёмкость снега при этом почти не изменяется (2090… 2100 Дж/кг·К).

## Скрип (хруст) снега
При сдавливании снег издаёт звук, напоминающий скрип (хруст). Этот звук возникает при ходьбе по снегу, надавливании на свежий снег полозьями саней, лыжами, при лепке снежков и т. п.
Скрип снега слышен при температуре ниже −2 °C (по другим данным, ниже −5 °C). Выше этой температуры скрип не слышен.
Считается, что есть три основных причины возникновения звуков:
- ломание кристалликов снега;
- скольжение (смещение и трение) кристалликов снега друг о друга под давлением;
- деформация кристаллической решетки.

Основной причиной скрипа (хруста) снега считается именно первая (ломание кристалликов).
В акустическом спектре скрипа снега есть два максимума: в диапазоне 250—400 Гц и 1000—1600 Гц. Характер издаваемых звуков зависит от температуры снега. В начале XX века метеорологи даже предлагали оценивать температуру снега по характеру скрипа. Ломка ледяных сосулек и взламывание льда ледоколом дают похожее распределение частот (125—200 Гц и 1250—2000 Гц), однако в случае льда максимумы более чётко выражены и отделены друг от друга.
Усиление морозов делает кристаллики более твёрдыми, но более хрупкими. В результате этого возрастает высокочастотная составляющая (1000—1600 Гц) — скрип сухого, морозного снега. Если же мороз ослабевает, и температура становится выше −6 °C, то высокочастотный максимум сглаживается, а затем и почти полностью исчезает.
Подтаивание снега влияет и на характер трения снежинок друг о друга: смоченные (смазанные водой) кристаллики издают звук, отличный от звука трения сухих снежинок, а выше некоторой температуры снег вообще перестаёт скрипеть. Это связано с тем, что при определённой температуре снежинки при сдавливании не столько ломаются, сколько начинают подтаивать, энергия сдавливания расходуется не на слом кристалликов, а на таяние снежинок, выделяющаяся вода смачивает снежинки, и вместо сухого трения возникает «скольжение снежинок по смоченной поверхности».
На характер звука влияет также и форма снежинок.

## Таяние и возгонка

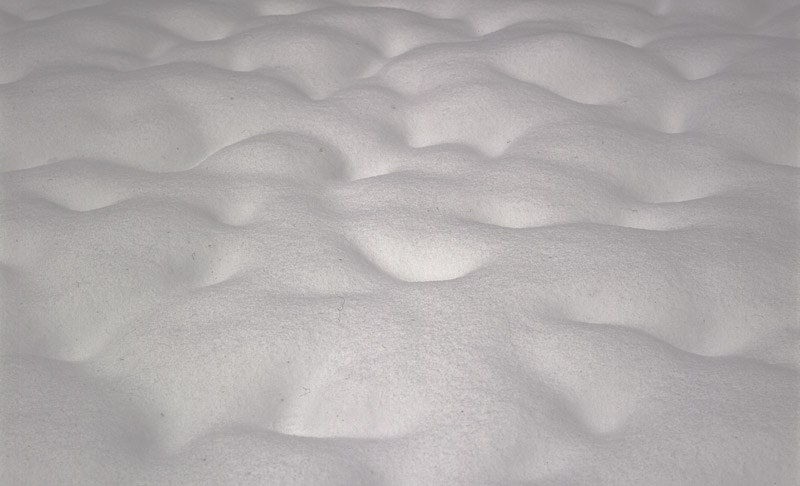
Таяние снегового покрова

В нормальных условиях снег тает при температурах воздуха выше 0 °C, однако в природе значительные объёмы снега испаряются и при отрицательных температурах, минуя жидкую фазу. Этот процесс легко наблюдать самостоятельно. Такой переход от твёрдого состояния к газообразному называется сублимацией или возгонкой. Особенно интенсивно происходит сублимация снега под воздействием солнечного света, однако существуют исследования, демонстрирующие интенсивное испарение снежных частиц в результате их взаимодействия при метелевом переносе снега. В толще выпавшего снега процессы возгонки и обратной кристаллизации идут одновременно, что приводит постепенному огрублению формы снежинок (потере ими характерной структуры, начиная с самых тонких деталей) и постепенному спеканию их во всё более монолитный слой. Внешне это выглядит как «оседание снега». Если этому процессу не препятствует сезонное таяние (в горах, например), то в конце концов в результате может образоваться сплошной лёд. Так образуются ледники.

## Снег на других планетах и спутниках
На Марсе выпадает как привычный нам снег, так и снег из твёрдой углекислоты (помимо постоянных полярных шапок из обычного льда, на Марсе регулярно образуются сезонные шапки из углекислотного, более известного как «сухой» лёд).
На Титане, спутнике Сатурна, метан, обычно выпадающий в виде дождя, в холодных областях выпадает в виде снега (подобно тому, как это на Земле происходит с водой).
Тритон, спутник Нептуна, большей частью покрыт слоем снега, что делает его довольно ярким (он отражает около 85 % света). Снег Тритона состоит из замёрзших азота, воды, углекислого газа, небольших примесей угарного газа, метана и этана. Он имеет розовый оттенок, который ему придают более сложные соединения, образующиеся из метана и азота под действием ультрафиолетового излучения и космических лучей. Толщина слоя снега и льда вблизи полюсов Тритона, вероятно, достигает сотен метров.

## Мифы и предания о снеге
В южнославянском фольклоре широко известна легенда о снеге, который белизной и рыхлостью напоминал смолотое зерно, в нём видели падающую с неба муку (Афанасьев 1994/1: 290). Этот мотив отразился в легендах «Когда Господь ходил по земле» и «Грешная женщина», а также в поверье, записанном в области Велеса в Македонии «Почему не падает с неба мука». В них рассказывается о том, что мука перестала падать с неба как снег, потому что одна женщина вытерла нечистоты ребёнка куском теста (Георгиева 1990: 34, 116).

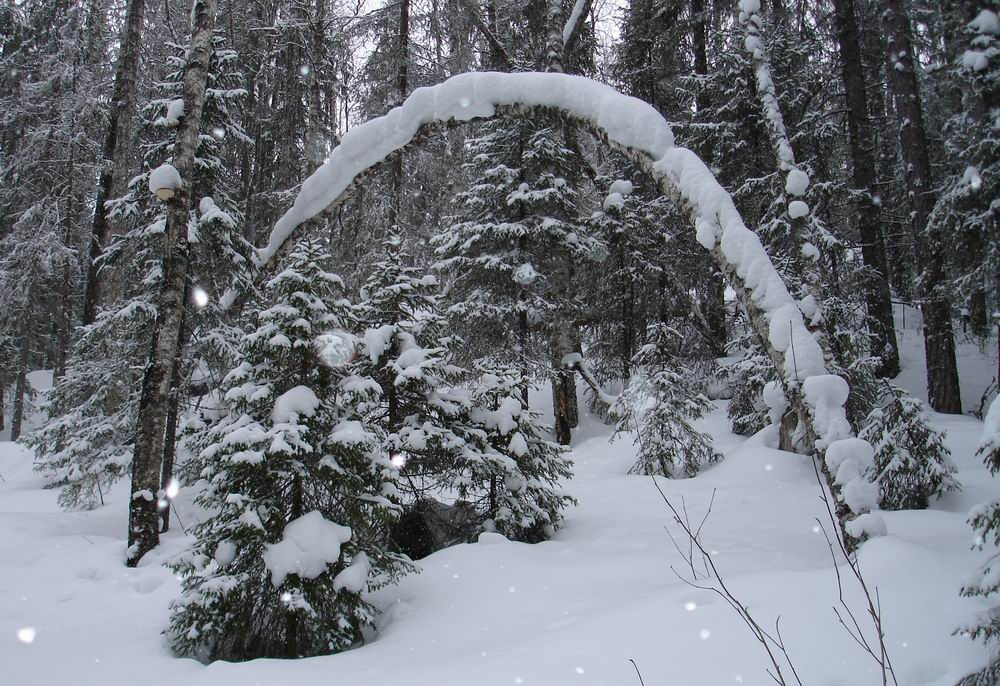
Заснеженный лес в Архангельской области

Существует городская легенда о том, что количество слов для обозначения различных видов снега чрезвычайно велико у эскимосов. В эвенкийском языке существует 30 слов для обозначения снега; в частности, русско—эвенкийский словарь выделяет отдельными терминами «первый пушистый снег», «первый мокрый снег», «зернистый снег на поверхности наста» и другие.

## Спорт
С 2012 года по инициативе Международной федерации лыжного спорта (FIS) в предпоследнее воскресенье января отмечается «Всемирный день снега».